# Türkkar
Türkkar – nieistniejący turecki producent autobusów miejskich i turystycznych z siedzibą w Bursie.

## Historia
Powstałe w 1991 r. przez Alego İhsana Şentürka, zakłady rozpoczęły działalność od produkcji autokarów wysokopokładowych i piętrowych. Na terenie Strefy Przemysłowej Kestel (Kestel Industrial Region), w odległości 13 km od autostrady Bursa – Ankara, na terenie 8000 m² hale produkcyjne zajmowały przestrzeń 2 100m². W latach 1993–1994 r dostarczono autokary piętrowe na podwoziu Volvo dla grupy Ulusoy. W ciągu 10 lat wyprodukowano 22 egzemplarze autokarów na podwoziach DAF i Volvo. Przez 10 lat, począwszy od 1995 r. wytwarzano autobusy pod markami Venus i Rainbow. Poza produkcją autobusów, specjalizowało się w wytwarzaniu pojazdów specjalnych, m.in. wozów transmisyjnych, mobilnych banków. W lutym 2006 r. świętowało eksport setnego autobusu do Rumunii. Eksport obejmował państwa Europy Południowo-Wschodniej (Węgry, Rumunia, Albania, Słowacja), Finlandię i, w planach również, Polskę. W uroczystościach wzięli udział deputowany i zastępca Partii Sprawiedliwości i Rozwoju w Bursie, Faruk Çelik, gubernator Bursy Nihat Canpolat, przewodniczący Zgromadzenia Ogólnego Prowincji Mehmet Tunçak. Podczas targów Busworld Turkey 2006 polski Solaris zapowiadał nawiązanie współpracy z Türkkar. Na jej mocy, planowano wdrożenie do produkcji autobusów Urbino w Turcji, zaś Solaris miał wprowadzić do własnej oferty model World Angel. Zapowiadano produkcję 150 egzemplarzy pojazdów. Do realizacji ostatecznie nie doszło. Wielkość produkcji w tureckich zakładach była szacowana na 60 pojazdów rocznie. Türkkar skoncentrował się na eksporcie. W 2008 r. firma osiągnęła przychód w wysokości 9 milionów euro, w całości z eksportu, i wyprodukowała nadwozia autobusów jedno- i dwupoziomowych dla gmin w Niemczech. Firma zatrudniała 85 osób.
Zamówienia przestały napływać wraz z panującym kryzysem gospodarczym pod koniec 2008 r. Zakład liczący 80 pracowników wniósł wniosek do sądu o odroczenie bankructwa. W kwietniu 2009 r. wszedł w stan upadłości orzeczeniem sądu, który miał pomóc firmie odroczyć bankructwo. Sąd uznał bilans firmy i przedstawiony sądowi plan „ratunkowy” za nieprzekonujący. Przyczyna miała wynikać z błędu technicznego prawników i obojętności ekspertów. Błędy proceduralne poskutkowały odrzuceniem wniosku przez skład orzekający i podjęciem decyzji o bankructwie. Właściciel wskazywał na bezzasadność orzeczenia, powołując się na dobrą sytuację aktywów spółki i dobrej pozycji na rynku. Odwołanie do Sądu Najwyższego zakończyło się sukcesywnym uchyleniem decyzji pod koniec 2010 r. Ali İhsan Şentürk sprzedał swoje aktywa w czasie kryzysu i spłacił wszystkie długi, wynoszące łącznie około 5 milionów lir tureckich, sprzedając budynek fabryki i biurowiec. Firma produkowała niskopodłogowe autobusy miejskie oraz wznowiła produkcję autobusów turystycznych. Ceny pojazdów zaczynały się od 310 000 TL. Marcem 2011 r. pojawiły się doniesienia o przygotowaniach firmy do wznowienia produkcji. 40-osobowy zakład planował wyprodukowanie 12 autobusów i aktywny udział w przetargach, m.in. zorganizowanym przez władze miejskie Stambułu na zakup 172 autobusów dla İETT (İstanbul Elektrik, Tramvay ve Tünel İşletmeleri), oraz dla zakładów Havaş. W planach była produkcja wersji napędzanej gazem ziemnym, ponowne nawiązanie relacji eksportowych, m.in. z Rumunią i wyprodukowanie 150 autobusów w 2011 r.
Prawdopodobnie, Türkkar zostało zamknięte po 2013 r. Liczna lokalna konkurencja w segmencie midibusów (Anadolu Isuzu, Temsa, Otoyol, Otokar, BMC) skutecznie uniemożliwiała firmie dalszy rozwój i utrzymanie na rynku. W 2021 r. na łamach portali społecznościowych, przekazano informacje o śmierci długoletniego prezesa i założyciela firmy, Alego İhsana Şentürka w wieku 85 lat.

## Gama modelowa
- Venus (1995 – ok. 2005-2006)[9][10] – minibus
- Rainbow/Midibus (lepiej znany jako MDL 27/MDH 32)[11][12][13] (1995 – ok. 2005/6) – międzymiastowy
- City Angel (premiera: 2006/2007 r)[14][15] – miejski
- World Angel[16] – międzymiastowy
- Thunder[17] – międzymiastowy

| Nazwa modelu     | Venus | Rainbow (MDH 27/MDL 35) | City Angel                                                                                | World Angel                                                                                | Thunder                                                                                    |
| ---------------- | --- | --- | ----------------------------------------------------------------------------------------- | ------------------------------------------------------------------------------------------ | ------------------------------------------------------------------------------------------ |
|                  | Boczne elementy podwozia zbudowane z profili U, odpornych na skręcanie i naprężenia. Spawana rama wykonana z profili st.42. Dach, panele przedni i tylny wykonane z jednego kawałka włókna szklanego. Nadwozie pokryte farbą na bazie akrylu. | Integralna elastyczna konstrukcja z profili U. Wszystkie elementy połączone śrubami i nakrętkami kontrującymi, zastosowanie masy usczelniającej między elementami. | b.d.                                                                                      | b.d.                                                                                       | b.d.                                                                                       |
| Długość          | b.d. | 8 400 mm | 9 000 mm                                                                                  | 9 370 mm                                                                                   | 10 905 mm                                                                                  |
| Szerokość        | b.d. | 2 230 mm | 2 370 mm                                                                                  | 2 025 mm                                                                                   | 2 430 mm                                                                                   |
| Wysokość         | b.d. | 3 045 mm | 2 895 mm                                                                                  | 2 895 mm                                                                                   | 3 340 mm                                                                                   |
| Rozstaw osi      | b.d. | 4 340 mm | 4 450 mm                                                                                  | 4 450 mm                                                                                   | 5 685 mm                                                                                   |
| Masa własna      | 1,81 t | 6,6 t | 7,5 t                                                                                     | 9,3 t                                                                                      | 10,5 t                                                                                     |
| DMC              | 4,51 t | 11 t | 13 t                                                                                      | 13 t                                                                                       | 14,5 t                                                                                     |
| Liczba pasażerów | 14 pasażerów | 21 siedzących + 25 stojących + 1 kierowca + 1 bileter | 28 siedzących i 42 stojących + kierowca                                                   | 35 siedzących + kierowca + pilot                                                           | 43 + kierowca + pilot                                                                      |
| Silnik           | Deutz ABF 1012 E, 4 cylindry,, turbodoladowany, pbezośredni wtrysk, pojemność: 3192 cm³ | Deutz BF 4M 1013 EC (na życzenie, silniki innych producentów, m.in. MAN), 4 cylindry, rzędowy, 4760 cm³                                                            | MAN D 0834 LOH 52, turbodołądowany, intercooler, wtrysk common rail, 4 cylindry, 4580 cm³ | MAN D 0836 LOH 56, turbodoładowany, intercooler, wtrysk common rail, 6 cylindrów, 6871 cm³ | MAN D 0836 LOH 55, turbodoładowany, intercooler, wtrysk common rail. 6 cylindrów, 6871 cm³ |
| Moc              | 92 KM | 160 KM | 180 KM                                                                                    | 240 KM                                                                                     | 280 KM                                                                                     |
| Skrzynia biegów  | ZF S5-24/3 | ZF 6S 890 | ZF 6S 700 BO                                                                              | ZF 6S 1000 BO                                                                              | ZF 6S 1200 BO                                                                              |
| Zawieszenie      | Przód: 2 samopoziomujące zawieszenie pneumatyczne, 2 poduszki, 2 teleskopowe amortyzatory dwustronnego działania Tył: samopoziomujące zawieszenie pneumatyczne, 2 poduszki, 2 teleskopowe amortyzatory dwustronnego działania, stabilizator   | Przód i tył: samopoziomujące zawieszenie pneumatyczne, 2 poduszki, 2 teleskopowe amortyzatory dwustronnego działania, stabilizator                                 | Przód: 2 poduszki powietrzne Tył: 4 poduszki powietrzne                                   | Przód: 2 poduszki powietrzne Tył: 4 poduszki powietrzne                                    | Przód: 2 poduszki powietrzne Tył: 4 poduszki powietrzne                                    |
| Hamulce          | Przód: bębnowe Tył: bębnowe | Przód: bębnowe, sprzężonym powietrzem Tył: bębnowe, sprzężonym powietrzem                                                                                          | Przód/Tył: tarczowe, zasilane sprzężonym powietrzem, ABS                                  | Przód/Tył: tarczowe, zasilane sprzężonym powietrzem, ABS                                   | Przód/Tył: tarczowe, zasilane sprzężonym powietrzem, ABS                                   |
| Elektryka        | Alternator: 12 V 120 Ah Akumulator: 12 V/55 A | Akumulator: 24 V 135 Ah | b.d.                                                                                      | b.d.                                                                                       | b.d.                                                                                       |
| Osie             | Türkkar | Przód: Rába MVG-A270.64 Tył: Rába MVG-A-005.77 | Przód: MAN VOK 05 Tył: MAN HY 0925                                                        | Przód: MAN VOK 05 Tył: MAN HY 0925                                                         | Przód: MAN VOK 06 Tył: MAN HY 1130                                                         |
| Bagażnik         | b.d. | b.d. | 0,19 m³                                                                                   | 5,4 m³                                                                                     | 7,2 m³                                                                                     |
| Zbiornik paliwa  | 75 litrów | 100 litry | b.d.                                                                                      | b.d.                                                                                       | b.d.                                                                                       |